# Monterotondo Scalo
Monterotondo Scalo è la zona estesa sotto le colline di Monterotondo nella Città metropolitana di Roma Capitale che, pur essendo un rione, per area territoriale è più esteso del comune stesso. Il territorio di pertinenza inizia al 22º km della via Salaria.
Si trova a circa 2 km dal centro del paese e comprende anche i "rioni" Borgonovo, Piè di Costa e Torre Mancina (quest'ultima una zona prettamente agricola), tuttavia comprende anche la Zona Industriale (quest'ultima composta di vari capannoni).
Si sviluppò notevolmente a partire dalla fine del 1800 a seguito della costruzione della stazione di Monterotondo Scalo.

## Confini
Confina con: Castelnuovo di Porto, Riano, terreni agricoli pertinenti al comune di Roma, Capena, Montelibretti e Monterotondo

## Popolazione
Lo Scalo conta oggi circa 8 000 abitanti.

## Storia
La zona si sviluppò molto in seguito alla costruzione della storica stazione della linea FR1 (la più vecchia dell'intera linea ferroviaria) che fu inaugurata nell'Aprile del 1864. Lo Scalo è ben posto sulla Via Salaria dal km 22 al km 27 ed ospita il km 0 della via Nomentana.

## Mobilità e trasporti
È presente la stazione di Monterotondo-Mentana sulla linea Roma - Firenze (LL), servita dalla linea Orte-Fiumicino Aeroporto (FL1).
La stazione è inoltre servita da linee Cotral che lo collegano con Monterotondo, Mentana e Fonte Nuova; inoltre spostandosi sulla Via Salaria ci si può recare facilmente a Roma, Rieti, Palombara Sabina, Fiano e Capena sempre con queste ultime linee.

## Sport
La squadra di calcio del rione è il Real Monterotondo Scalo.
Il Real Monterotondo Scalo disputa il campionato di Serie D e gioca le sue partite casalinghe presso lo stadio Ottavio Pierangeli; i suoi colori sociali sono il blu e il rosso in onore di quelli del rione stesso.
È presente inoltre il Castrum Monterotondo che disputa il campionato di Prima Categoria e gioca le sue partite casalinghe sempre presso lo stadio Ottavio Pierangeli; i suoi colori sociali sono il giallo e il blu.
Lo Scalo ospita anche il "Palazzetto dello Sport" di Monterotondo dove gioca il Monterotondo Volley e la squadra di Basket di Monterotondo.
È presente, inoltre, la nota A.S.D. "Circolo Bocciofilo Pensionati Monterotondo Scalo", fondata nel 1982, che oltre alle innumerevoli vittorie e piazzamenti dei suoi giocatori in gare di livello nazionale e campionati italiani, vanta nella sua bacheca la conquista nel 1999 del prestigioso campionato italiano a squadre della massima divisione (scudetto).